# St. Lunatics
St. Lunatics är en grupp rappare ifrån St. Louis, Missouri, USA, bestående av Ali, Murphy Lee, Kyjuan, City Spud och Slo'Down. 
De uppträder ofta tillsammans med Nelly (rappare) som även var med och startade gruppen innan han gjorde solokarriär. Gruppen bildades 1993 och debuterade med låten Gimmie What U Got som dock bara blev känd lokalt. Ungefär samtidigt som gruppen fick kontrakt med Universal Records började Nelly med sitt soloalbum och i samma veva blev City Spud dömd till ett 10-årigt fängelsestraff. Efter att Nelly hade slagit igenom gav gruppen ut sitt första riktiga album, Free City, år 2001.

## Diskografi
- 2001 - Free City